# (145062) Hashikami
(145062) Hashikami est un astéroïde de la ceinture principale.

## Description
(145062) Hashikami est un astéroïde de la ceinture principale. Il fut découvert le 4 avril 2005 à Kitami par Kin Endate. Il présente une orbite caractérisée par un demi-grand axe de 2,72 UA, une excentricité de 0,10 et une inclinaison de 6,8° par rapport à l'écliptique.

## Compléments